# Jessie (série télévisée, 1984)
 (novembre 2017).
Si vous disposez d'ouvrages ou d'articles de référence ou si vous connaissez des sites web de qualité traitant du thème abordé ici, merci de compléter l'article en donnant les références utiles à sa vérifiabilité et en les liant à la section « Notes et références ».
Pour les articles homonymes, voir Jessie.
Jessie est une série télévisée américaine policière et un téléfilm de 100 minutes et 10 épisodes de 60 minutes, créée par Allan Cole et diffusée entre le 18 septembre 1984 et le 13 novembre 1984 sur le réseau ABC.
En France, seul le téléfilm a été doublé et diffusé sur FR3 dans les années 80 mais la série reste inédite.

## Synopsis
Le docteur Jessie Hayden est une psychiatre qui travaille pour le département de la police judiciaire de Los Angeles et aide les victimes dans les traumatismes qu'elles subissent. 

## Distribution
- Lindsay Wagner : Docteur Jessie Hayden
- Tony Lo Bianco : Lieutenant Alex Ascoli
- Celeste Holm : Molly Hayden, la mère de Jessie
- Tom Nolan : Officier Hubbell
- Renee Jones : Ellie
- James David Hinton : Phil
- William Lucking : Sergent Mac McCellan
- Peter Isacksen : Floyd Comstock

## Liste des épisodes
1. Jessie (Jessie) (100 minutes)
2. Titre français inconnu (Lady Killer)
3. Titre français inconnu (Flesh Wounds)
4. Titre français inconnu (The Long Fuse)
5. Titre français inconnu (McLaughlin's Flame)
6. Titre français inconnu (King of the Streets)
7. Titre français inconnu (In the Line of Duty)
8. Titre français inconnu (Psychic Connection)
9. Titre français inconnu (Valerie's Turn)
10. Titre français inconnu (Trick of Fate)
11. Titre français inconnu (Ties That Kill)

## Commentaires
- La série en avance sur son temps met en scène une psychiatre qui devient au fil des épisodes profiler et ce bien avant que cette profession ne soit à la mode avec des séries comme Profiler ou Esprits criminels.
- Le producteur de la série est David Gerber qui produira l'année suivante une autre série ayant pour personnage principal une femme policier Lady Blue avec Jamie Rose.
- Judith Barsi apparaît dans l'épisode Valerie's turn, dans le rôle de Katie.